# Dual (electrònica)
La dualitat en electrònica es refereix als elements elèctrics que s'associen en parells anomenats duals.
El dual d'una relació es forma intercanviant tensió i corrent en una expressió. L'expressió dual generada és una de la mateixa forma.
Llistat de dualitats elèctriques:
- Tensió — corrent
- circuit paral·lel — circuit sèrie
- resistència — conductància
- impedància — admitància
- capacitància — inductància
- Reactància — Susceptància
- Curtcircuit — circuit obert
- dues resistències en sèrie — dues conductàncies en paral·lel;
- Llei de corrents de Kirchhoff — Llei de tensions
 de Kirchhoff.
- Teorema de Thévenin — Teorema de Norton

## Exemples

### Relacions bàsiques
- Resistor i conductor (Llei d'Ohm)

{\displaystyle v=iR\iff i=vG\,}
- condensador i Inductor – forma diferencial

{\displaystyle i_{C}=C{\frac {d}{dt}}v_{C}\iff v_{L}=L{\frac {d}{dt}}i_{L}}
- Condensador i Inductor – forma integral

{\displaystyle v_{C}(t)=V_{0}+{1 \over C}\int _{0}^{t}i_{C}(\tau )\,d\tau \iff i_{L}(t)=I_{0}+{1 \over L}\int _{0}^{t}v_{L}(\tau )\,d\tau }

### Divisió de tensió — divisió de corrent
{\displaystyle v_{R_{1}}=v{\frac {R_{1}}{R_{1}+R_{2}}}\iff i_{G_{1}}=i{\frac {G_{1}}{G_{1}+G_{2}}}}

### Impedancia y admitancia
- Resistor i conductor

{\displaystyle Z_{R}=R\iff Y_{G}=G}
{\displaystyle Z_{G}={1 \over G}\iff Y_{R}={1 \over R}}
- Condensador i inductor

{\displaystyle Z_{C}={1 \over Cs}\iff Y_{L}={1 \over Ls}}
{\displaystyle Z_{L}=Ls\iff Y_{c}=Cs}